# Rosthuvad gås
Rosthuvad gås (Chloephaga rubidiceps) är en fågel i familjen änder inom ordningen andfåglar. Den förekommer framför allt i Falklandsöarna utanför Sydamerika, med små populationer även i Eldslandet och på fastlandet. IUCN kategoriserar beståndet som livskraftigt.

## Utseende och läte

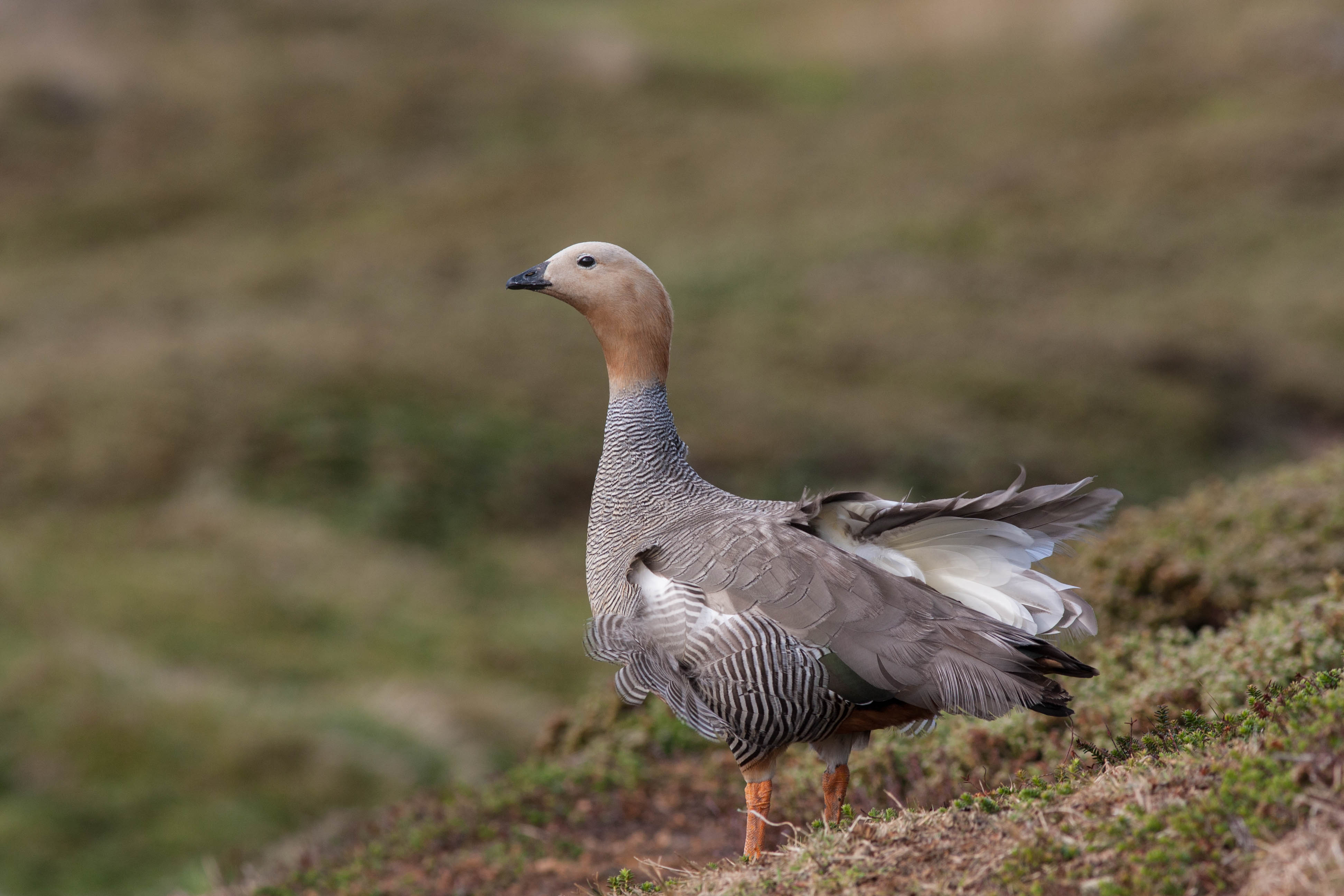

Rosthuvad gås är en satt, 45–50 centimeter lång andfågel med blekgrå rygg och svartbandad beigebrun undersida. Huvud och övre delen av halsen är kastanjebrun. Könen är lika, men ungfåglarna är mattare. I flykten syns svarta handpennor, medan resten av vingen är vit förutom ett brett, grönt band. Hanens läte är ett mjukt visslande, medan honan har ett hårt kackel.

## Utbredning och systematik
Arten förekommer på Tierra del Fuego och på Falklandsöarna. En mycket liten population finns också på sydamerikanska fastlandet i Santa Cruz, Argentina. Efter häckning flyttar den längre norrut i södra Argentina, medan populationen på Falklandsöarna är stannfåglar. Den behandlas som monotypisk, det vill säga att den inte delas in i några underarter.

## Levnadssätt
Rosthuvad gås påträffas i öppet landskap i kustnära gräs- och ängsmarker, ofta i sällskap med magellangås (Chloephaga picta) och i Argentina gråhuvad gås (Chloephaga poliocephala). Den lever av gräs och säv som den betar i naturliga gräsmarker men även betesmarker och jordbrukslandskap. Fågeln häckar från slutet av september till början av november i Falklandsöarna, medan bon har hittats fram till januari på Tierra del Fuego.

## Status och hot
Rosthuvad gås har en uppskattad världspopulation på 43 000–82 000 individer. Den har ett stort utbredningsområde och beståndet anses vara stabilt. Internationella naturvårdsunionen IUCN listar den därför som livskraftig (LC).

## Namn
Fågeln har på svenska har även kallats rödhuvad gås.